# 河合麗子
河合 麗子（かわい れいこ、12月2日 - ）は、元熊本県民テレビ (KKT) のアナウンサー。

## 来歴
熊本県天草市（旧牛深市域）出身。
大学を卒業後、フリーターや派遣社員、CM制作や野球のスコアラー、交通情報のキャスターやコミュニティFMのパーソナリティなどをしながら東京アナウンスセミナーに通い、2008年1月に琉球朝日放送 (QAB) のアナウンサー採用試験を受けて合格。報道部に配属され、同局のアナウンサーになる。
2013年3月まで在籍した後、同年4月に熊本県民テレビのアナウンサーになる。後に同局も退社した。

## 担当番組
- ステーションQ（琉球朝日放送） - スポーツ担当[2]
- NNN KKTストレイトニュース（熊本県民テレビ） - 平日版担当[1]
- テレビタミン（熊本県民テレビ） - リポーター[1]、月曜「マンデーロアッソ」担当[1]